# Allium talassicum
Allium talassicum — вид рослин з родини амарилісових (Amaryllidaceae); поширений у Казахстані й Узбекистані, Киргизстані, Таджикистані.

## Опис
Багаторічна рослина. Цибулина по кілька прикріплені до короткого кореневища, циліндрично-конічні, до 15 мм завширшки, з бурими оболонками. Стебло 25–35 см заввишки, на 1/3 або до 1/2 у гладких листових піхвах. Листків 3–7, вузько-лінійні або ниткоподібні, 1–2 мм завширшки, жолобчасті, гладкі або зазвичай на краю шорсткі. Зонтик кулястий або напівкулястий, багатоквітковий, густий; квітконіжки рівні, в 2–3 рази довші від оцвітини. Частки оцвітини блідо-жовтувато-зеленуваті, рожевіють, довгасто-ланцетні, гострі 3–4 мм завдовжки, зовнішні трохи коротші від внутрішніх. Коробочка трохи довша від оцвітини. Квітує в липні — серпні.

## Поширення
Поширений у Казахстані й Узбекистані, Киргизстані, Таджикистані. Зростає на скелях і кам'янистих схилах гір.